# Музей Гайер-Андерсона
Музей Гайер-Андерсона (араб. متحف جاير أندرسون‎, также известен как Бейт-Эль-Кертлиа) — музей, который находится в Каире рядом с мечетью Ибн Тулуна.

## История
Состоит из двух зданий османского времени, в одном из которых жили богатые семьи Египта, до тех пор, пока не был куплен госпожой с острова Крит, вследствие чего он был назван «Бейт-Эль Кертлиа», что означает «дом людей из Крита».
В 1935 году египетские власти предоставили дом британскому офицеру Гайер-Андерсону, который в 1930—1940 годах был британским членом египетской государственной службы.
Гайер-Андерсон коллекционировал предметы древнеегипетского, исламского и центрально-азиатского искусства, приобретенные им во время путешествий по региону, которые позже вошли в коллекцию музея.
Гайер-Андерсон завещал здания и коллекцию Египту (он умер в 1945 году). За такой щедрый подарок король Фарук даровал Гайер-Андерсону титул паши.

## Описание музея
Музей представляет собой комплекс из двух жилых домов, соединенных галереей. Один из них построен в 1540 году, второй — в 1631 году.
В экспозиции представлена картина жизни богатых каирцев в эпоху османского владычества, а также обширная коллекция мебели, ковров, диковинок, принадлежавших Гайер-Андерсону.
Музей богато декорирован относящимися к различным эпохам предметами: мебелью, стеклянной посудой, шелками, арабскими костюмами.
Персидский зал музея декорирован черепицей, Дамасский зал украшен лаком и золотом, в Зале Королевы Анны стоит старинная мебель и серебряный чайный сервиз, а в центре Зала приемов с мраморным полом расположен фонтан.
Террасу на крыше дома украшают решетки «машрабия».
В музее представлена коллекция пистолетов и мечей эпохи Османской империи, галерея фотографий и рисунков.

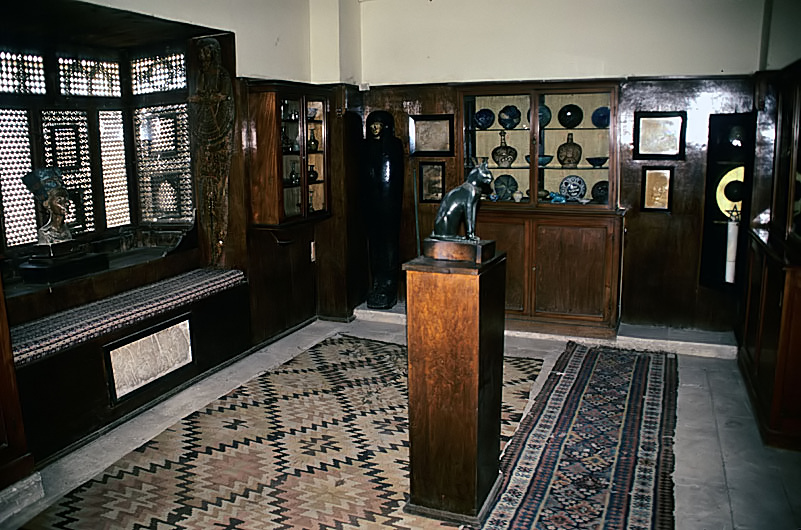
Интерьер
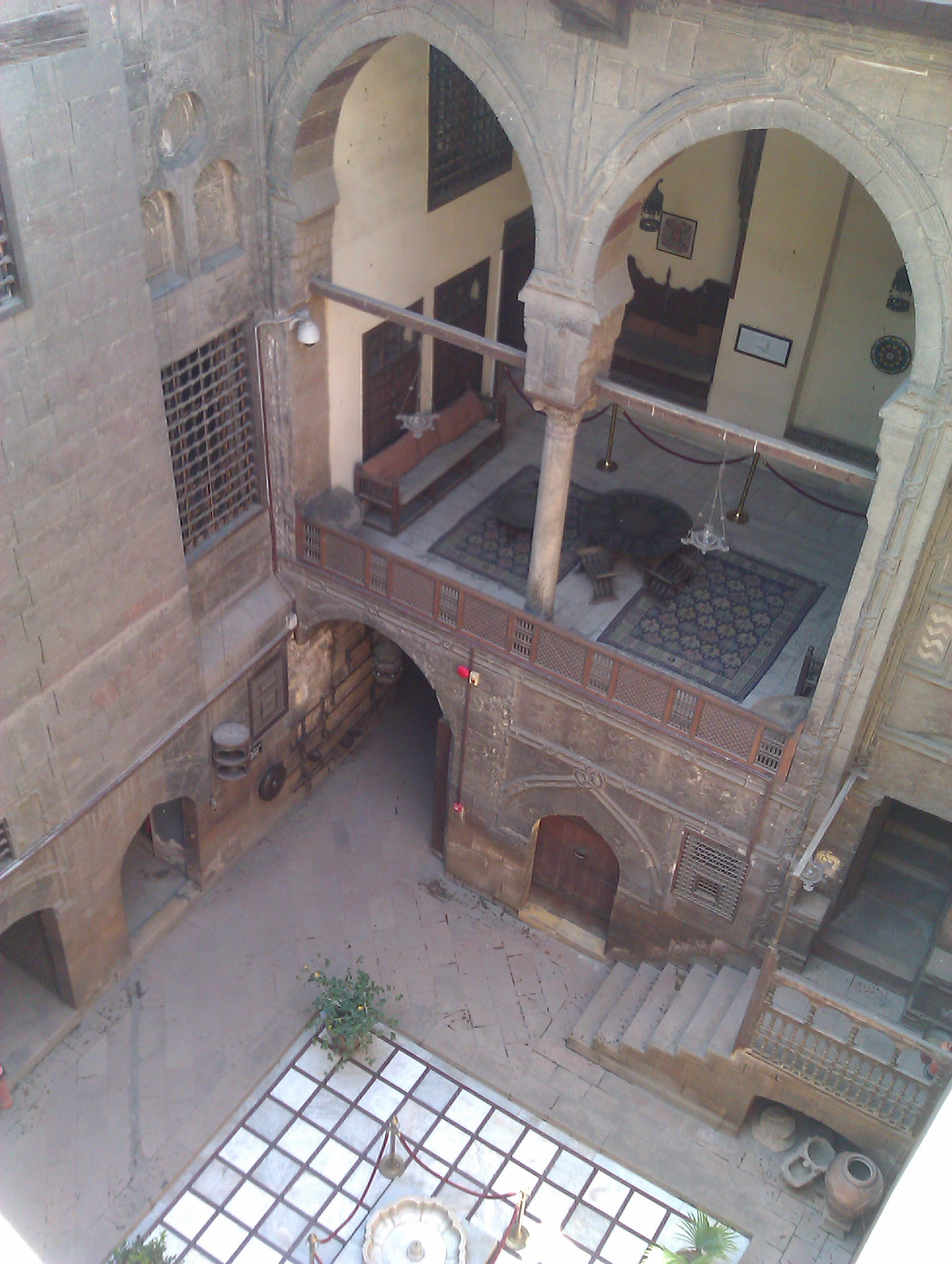
Центральный внутренний двор
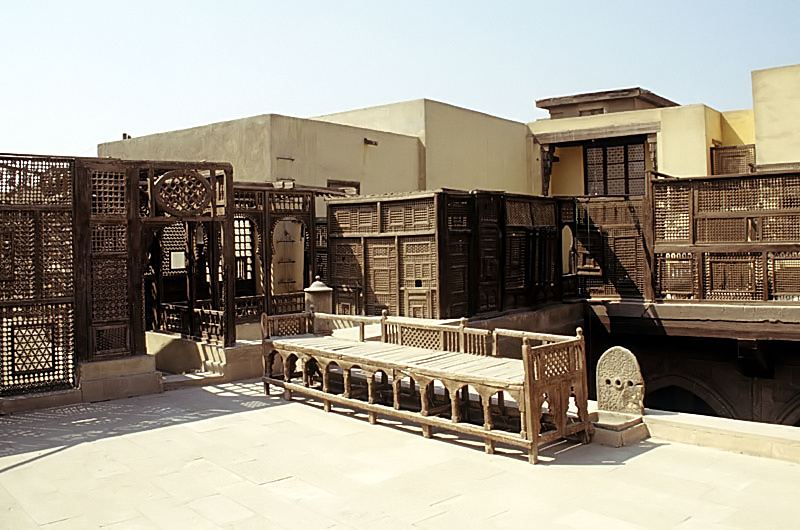
Терраса
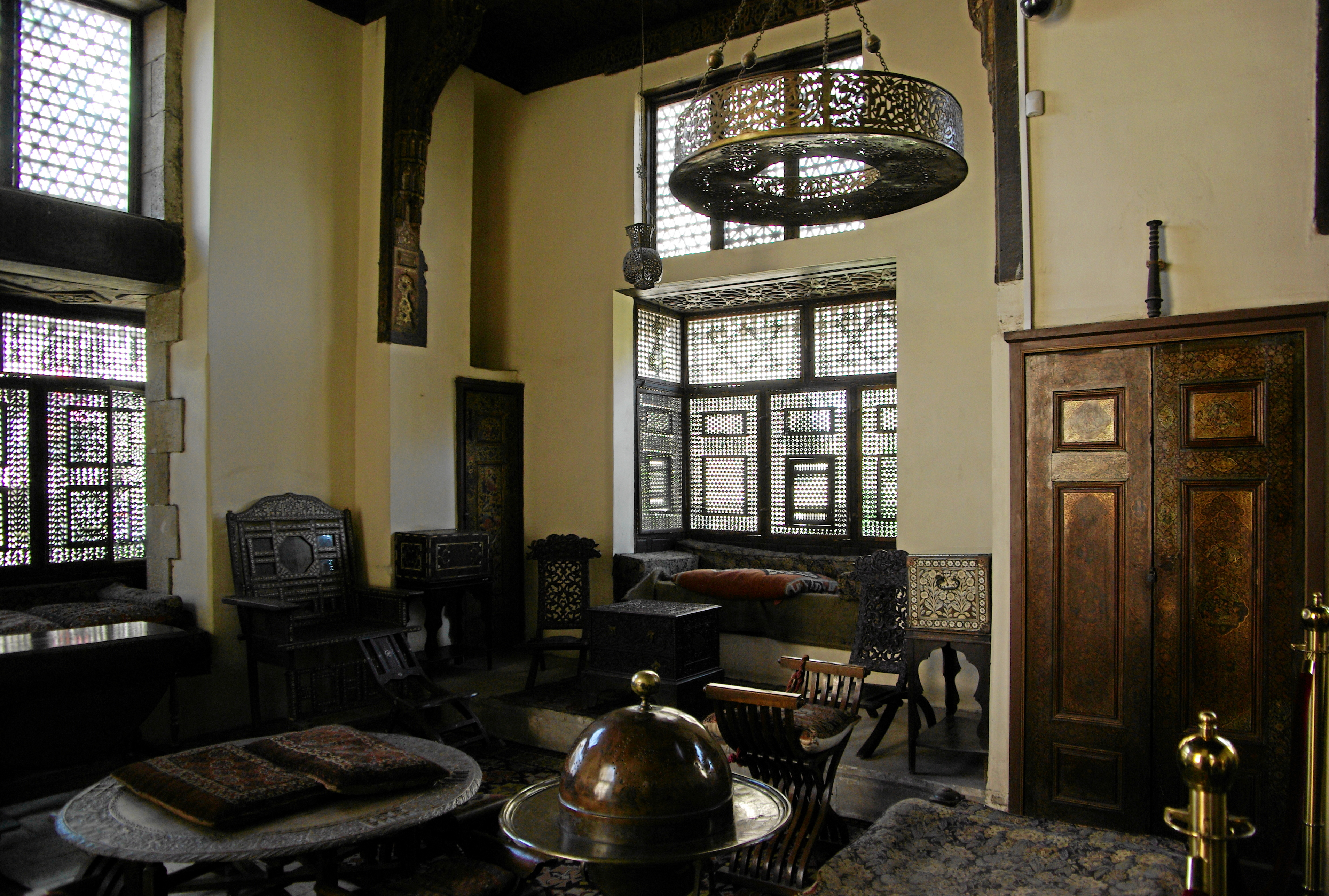
Интерьер музея
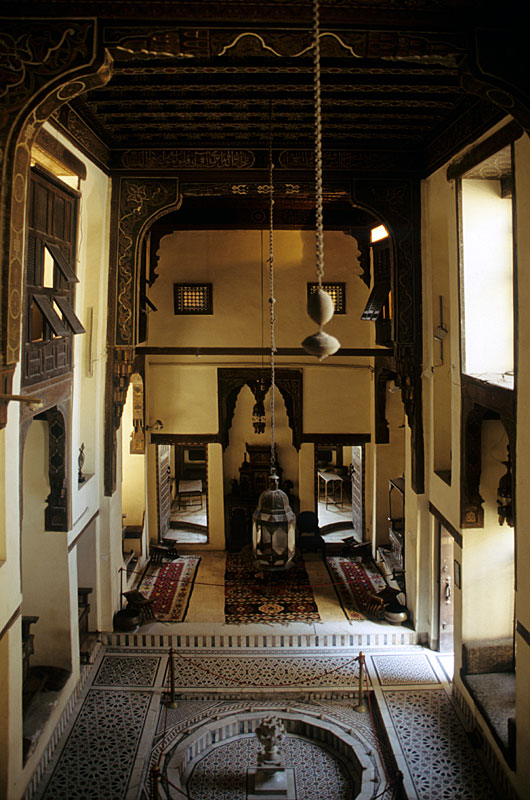
Зал приемов

## В кино
- «Шпион, который меня любил»